# Delosperma uncinatum
Delosperma uncinatum är en isörtsväxtart som beskrevs av L. Bol.. Delosperma uncinatum ingår i släktet Delosperma, och familjen isörtsväxter. Inga underarter finns listade i Catalogue of Life.